# Zion Church of the City of Baltimore

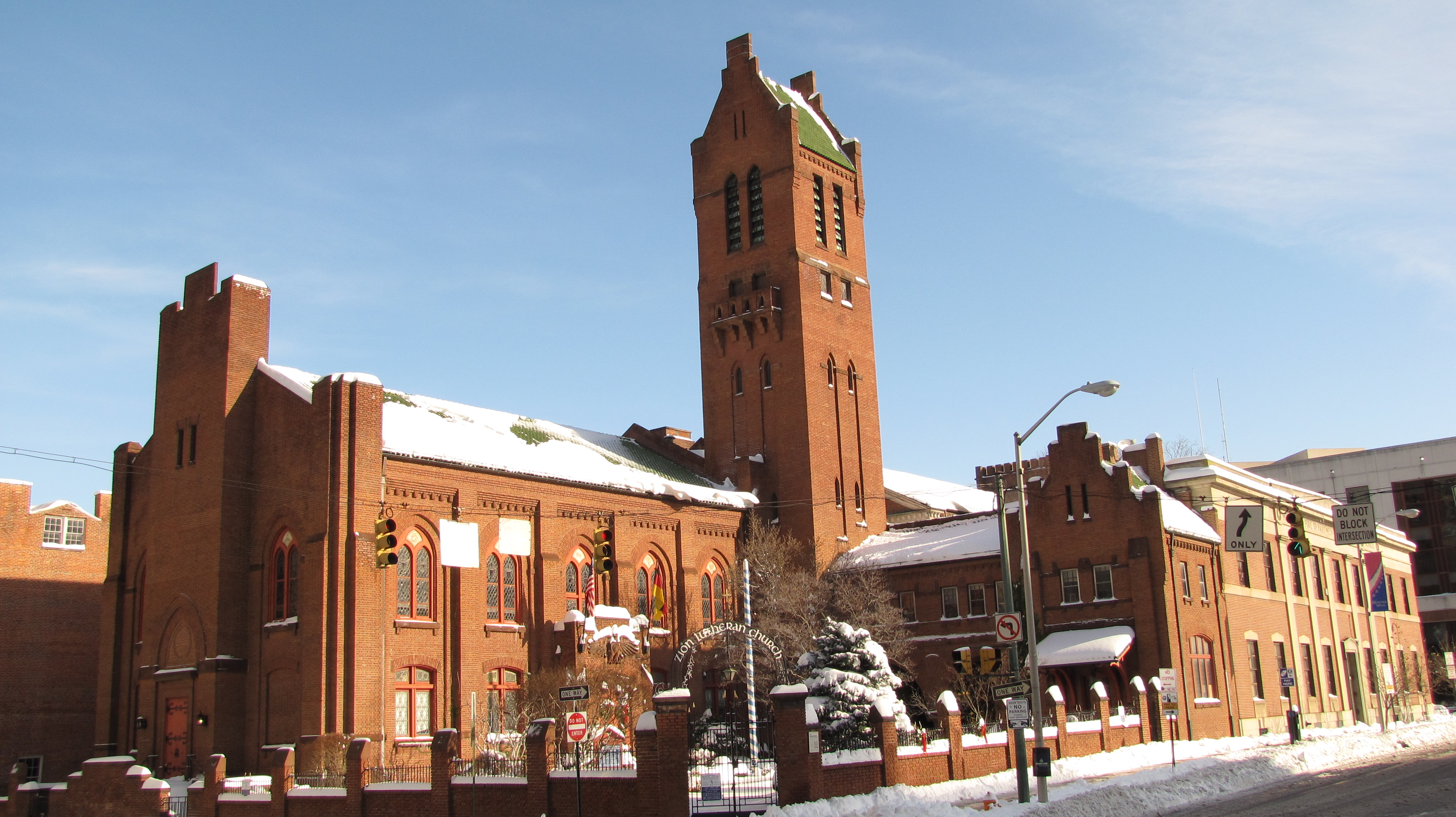
Zion Church of the City of Baltimore

Die Zion Church of the City of Baltimore  (deutsch: Zionskirche der Stadt Baltimore; auch Zion Lutheran Church) ist eine evangelisch-lutherische Kirche und Kirchengemeinde in Baltimore.
Sie ist die älteste Gemeinde, in der seit 1755 ohne Unterbrechung in den USA Gottesdienste am selben Ort in deutscher Sprache abgehalten werden, noch vor der Unabhängigkeitserklärung. Sie gehört zur Evangelisch-Lutherischen Kirche in Amerika, einer Partnerkirche der Evangelischen Kirche in Deutschland.

## Geschichte

### Gemeindegründung
Deutsche Einwanderer ließen sich in Baltimore unmittelbar nach der Gründung der Stadt nieder. Sie hielten ihre Gottesdienste zunächst in der damals einzigen Kirche der Stadt, der anglikanischen St. Paul’s Church. 1755 gründeten sie unter Führung des Arztes Charles Frederick Wiesenthal die „Evangelical Lutheran Congregation at Baltimore Town“; erster Pastor wurde im selben Jahr Johann Bager.

### Erster Kirchenbau
Ihre erste Kirche baute die Gemeinde 1762 in der Fish Street, später in Saratoga umbenannt, an der Nordseite des Blocks der heutigen Kirche. 1785 wurde sie um einen Anbau erweitert; in diesem Jahr wurde sie in den Akten des Ministeriums von Pennsylvanien auch zum ersten Mal Zion Church bezeichnet. 1795 erhielt die Kirche eine Orgel von David Tannenberg. 1804, zur Zeit ihres vierten Pastors, Johann Daniel Kurtz (1763–1856), hatte die Gemeinde 318 Mitglieder, das einfache Gotteshaus war zu klein geworden.

### Zweiter Kirchenbau

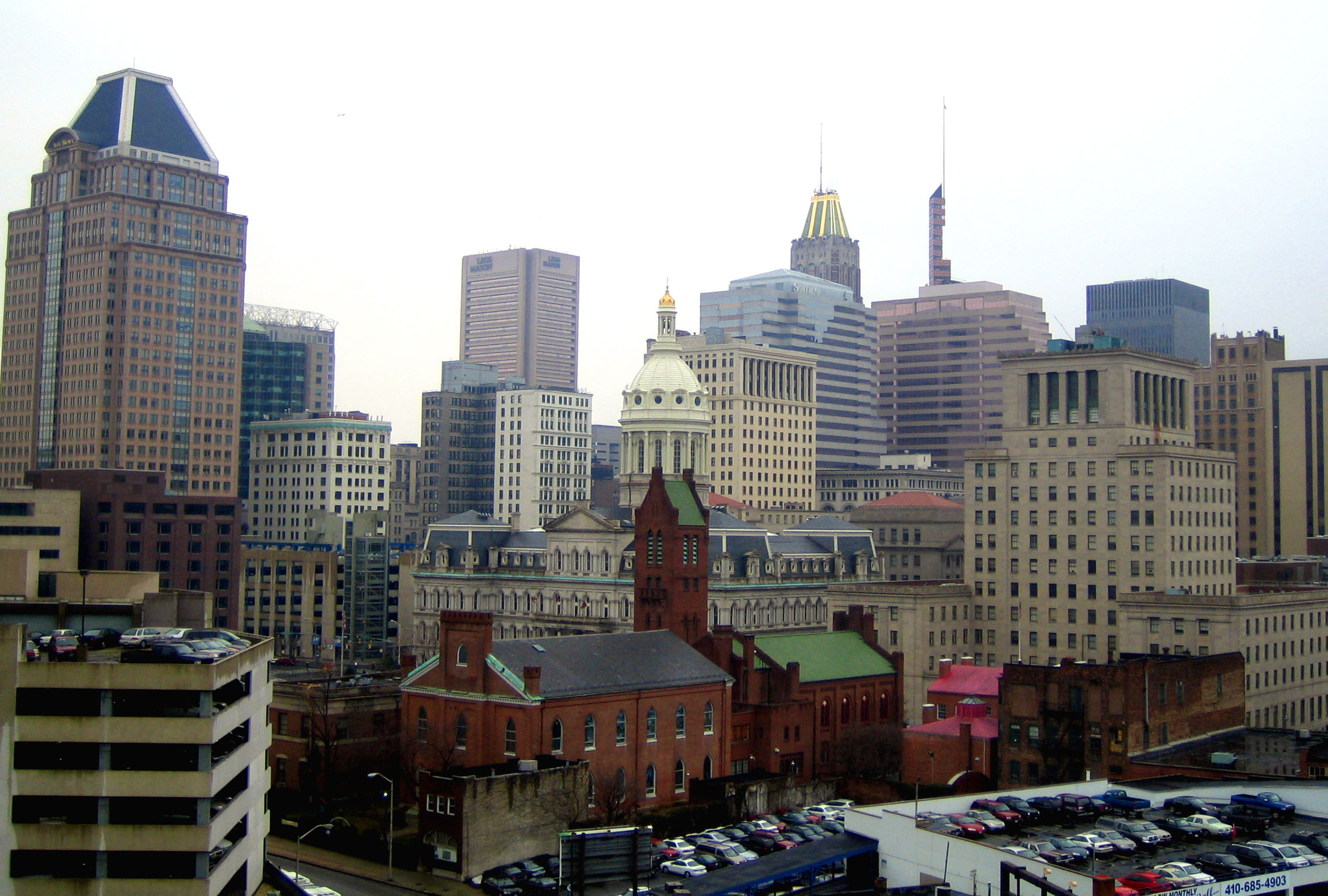
Blick auf die Kirche von Nordosten 2006

Am 15. September 1806 beschloss der Kirchenvorstand, einen Neubau zu errichten. Die Gemeindemitglieder spendeten 12.559,60 $; für 8.600 $ kaufte die Gemeinde ein Grundstück. Geplant wurde der Neubau von den Architekten und Gemeindemitgliedern George Rohrbach und Johann Machenheimer.
Der Grundstein wurde im Jahr 1807 gelegt und der fertige Bau am 9. Oktober 1808 eingeweiht. Die Backsteinkirche erhielt Eingänge zur Gay Street und an der Südseite der Kirche im Stil der Neuromanik; die Fenster wurden neugotischem Stil ausgeführt. Der auf das Kirchendach aufgesetzte niedrige Kirchturm auf quadratischer Grundfläche erhielt eine einfache Glocke.
Am 30. März 1840 wurde die Kirche durch ein Feuer stark beschädigt und noch im selben Jahr unter weitgehender Beibehaltung des Baukörpers, aber ohne Turm, erneuert. Am 8. November desselben Jahres wurde die Kirche wieder eingeweiht.
Die Kanzel aus dem Jahr 1840 ist erhalten. 1905 schenkte der Brauereiunternehmer Frank Steil der Kirche einen Taufstein. 1972 erhielt die Kirche einen neuen Altar, dessen Retabel mit Statuen des Erzengels Michael und des Ritters Roland ein Werk des deutschen Bildhauers Hans Eckstein aus dem Jahr 1930 ist.

### Baumaßnahmen 1912/1913

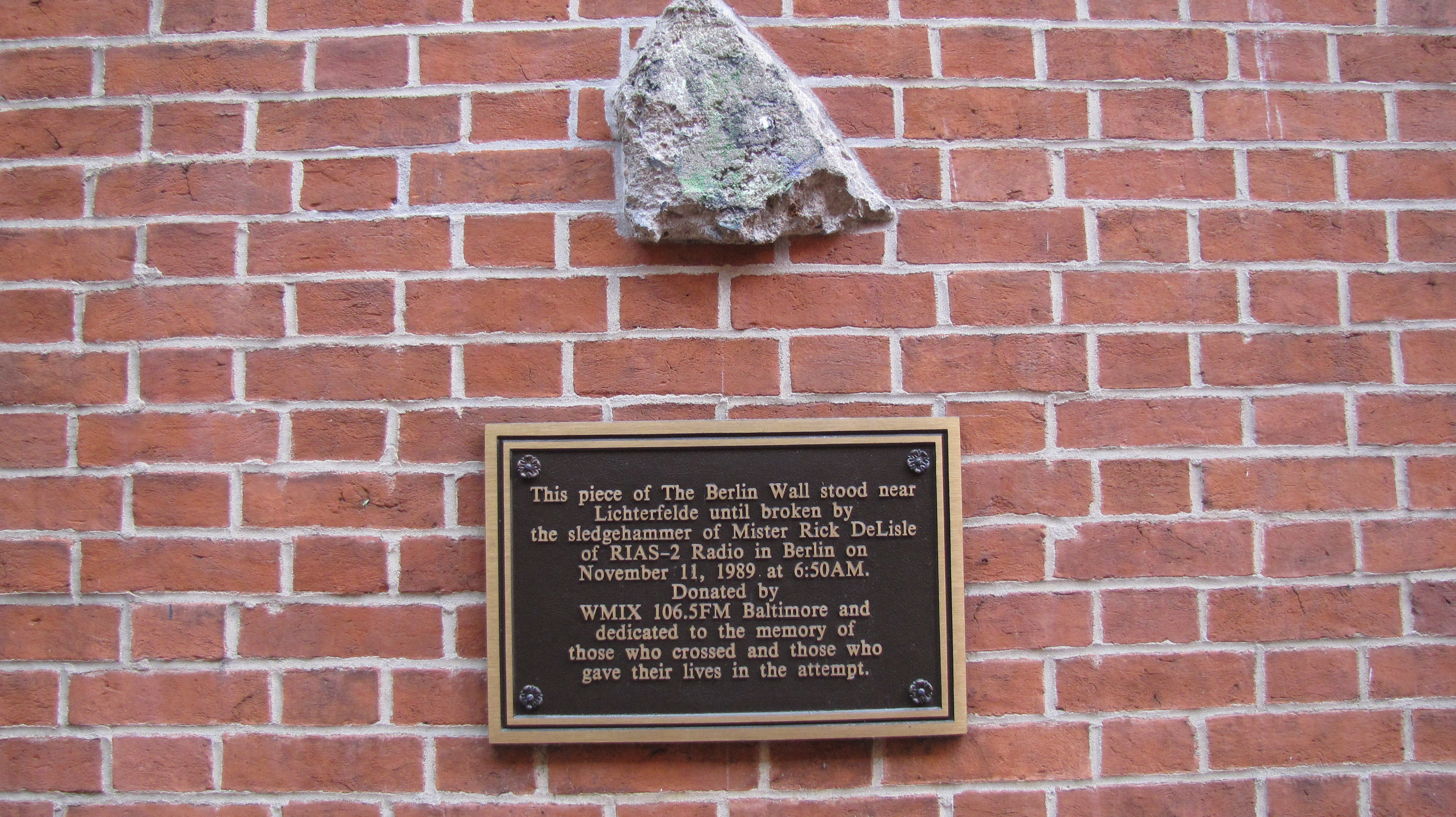
Bruchstück aus der Berliner Mauer an der Kirche

1912/1913 wurde das Gemeindehaus von dem Architekten Theodore Pietsch wie die Kirche aus Backstein errichtet. Der Adlersaal des Gemeindehauses gilt als hervorragendes Beispiel der „Arts and Crafts“-Architektur mit Elementen des Jugendstils und ist an zwei Seiten mit Glasmalerei-Fenstern versehen, die Wappen von 24 Städten des deutschsprachigen Kulturraums sowie der Stadt Baltimore und des Staates Maryland zeigen. Außerdem erhielt die Kirche einen neuen Kirchturm. Die drei Stahlglocken wurden 1913 vom Bochumer Verein gegossen. Sie sind Kopien der Glocken in der Kuppel des Deutschen Pavillons auf der Saint Louis World’s Fair 1904 in St. Louis. Ein weiterer Neubau war das Pastorat, das 1922 vergrößert wurde.
Seit 1993 befindet sich an der Wand der Kirche ein Bruchstück aus der Berliner Mauer an der Kirche, das der deutsch-amerikanische Hörfunkmoderator Rik DeLisle am 11. November 1989 aus der Mauer geschlagen hat. Es ist dem Andenken der Menschen gewidmet, die die Grenze bezwangen, und denen, die bei dem Versuch ihr Leben verloren.
Am 30. Dezember 2011 wurde die Zionskirche in das National Register of Historic Places aufgenommen.

## Bibliothek
Die Hofman Memorial German Library der Gemeinde geht zurück auf die Bibliothek von Julius Kayser Hofmann, der aus Friedberg (Hessen) stammte und  von 1889 bis zu seinem Tod 1928 Pastor der Kirche war. Der kleinere, besonders wertvolle Teil seiner Bibliothek, mit einer vierbändigen Inkunabel-Bibel des Nürnbergers Anton Koberger von 1497 und einem Exemplar des Septembertestaments, der Erstausgabe von Martin Luthers Übersetzung des Neuen Testaments von 1522, ging an die Johns Hopkins University über. Die Bibliothek umfasst etwa 15.000 Bände, vornehmlich aus der Zeit von 1501 bis 1920. Zum Bestand gehört eine Bibel aus Basel von 1701, die 1950 als Geschenk an die Bibliothek ging. Gesammelt sind zudem Schriften der Geistlichen. Besondere Bedeutung für die Geschichte der Gemeinde hat die erste Gemeindeverfassung vom 17. Juni 1769.

## Sprachschule
Die German Language School wurde 1929 gegründet, um Kinder in der deutschen Sprache zu unterrichten, nachdem als Folge des Ersten Weltkriegs Deutsch aus dem Lehrplan der öffentlichen Schulen in Baltimore verschwunden war. Ende der 1950er-Jahre wurde zusätzlich Sprachunterricht für Erwachsene eingeführt. Die Zahl der erwachsenen Schüler übersteigt inzwischen die Zahl der Kinder. Die Schule ist Mitglied der German Language School Conference.

## Pastoren
Zu den bedeutenden Pastoren der Gemeinde gehörte Johann Daniel Kurtz (* 1763 in Germantown (Philadelphia)). Kurtz, einziger in den USA geborener Pastor der Gemeinde, war von 1820 bis 1823 erster Präsident der lutherischen Generalsynode.
Pastor Heinrich Scheib (1808–1897) gründete 1836 die Scheib School, eine progressive Reformschule, deren zweisprachiges Schulprofil neben Kindern deutschstämmiger lutherischer Familien auch solche katholischer Konfession sowie jüdischen Glaubens anzog. Scheib war 60 Jahre in der Gemeinde tätig.
Von 2000 bis Januar 2015 war Holger Roggelin Pastor der Zionskirche.